# Фридрих Вильгельм (герцог Саксен-Мейнингена)
Фридрих Вильгельм Саксен-Мейнингенский (нем. Friedrich Wilhelm von Sachsen-Meiningen; 16 февраля 1679, Ихтерсхаузен — 10 марта 1746, Майнинген) — герцог Саксен-Мейнингенский в 1743—1746 годах из эрнестинской линии Веттинов.

## Биография
Фридрих Вильгельм — сын герцога Бернгарда I и его первой супруги Марии Гедвиги Гессен-Дармштадтской. В отсутствие примогенитуры в стране после смерти отца он стал соправителем Саксен-Мейнингена.
Фридрих Вильгельм, которого описывали как несамостоятельного человека, не обладающего никакими способностями, по настоянию своего старшего брата Эрнста Людвига I, стремившегося обрести полную власть, он отказался от своих претензий на власть в его пользу в 1707 и затем ещё раз в 1717 годах.
После смерти старшего брата в 1724 году вместе с герцогом Фридрихом II Саксен-Гота-Альтенбургским он был назначен опекуном своих племянников Эрнста Людвига II и Карла Фридриха. При этом Фридрих Вильгельм оказался в полной зависимости от готского герцога и позволил ему оказывать значительное влияние. Младший единокровный брат Фридриха Вильгельма Антон Ульрих судился за право участия в управлении Саксен-Мейнингеном.
После смерти племянника Карла Фридриха в 1743 году Фридрих Вильгельм получил титул герцога Саксен-Мейнингена и правил вместе со своим единокровный братом Антоном Ульрихом. После смерти Фридриха Вильгельма Антон Ульрих правил в Саксен-Мейнингене единолично с 1746 года.